# Jean Dewasne
Jean Dewasne (Hellemmes, 21 maggio 1921 – Parigi, 24 luglio 1999) è stato un pittore francese, ritenuto uno dei più validi esponenti dell'arte "astratto-concreta".

## Biografia
La sua formazione culturale comprese studi classici, di musica, di architettura, di arte, nella Académie des beaux-arts parigina.
Il suo esordio fu nel 1941, con l'esposizione alla Galerie l'Esquisse.
Nel 1943, accostandosi a movimenti di arte astratta, fece proprio un gusto geometrico delle forme, caratterizzandosi per la rigorosità e la programmaticità delle 'composizioni'.
Tre anni dopo ricevette il Prix Kandinsky e sempre nella stessa stagione contribuì alla creazione del Salon des Réalité Nouvelles ed espose alla Galleria Denise René parigina, assieme a Raymond, Schneider, Deyrolle e Hans Hartung.
Da questo momento realizzò grandi pitture murali, tra le quali il Prometeo, Apoteosi di Marat, di nove metri di lunghezza, La battaglia di Marignano, Trittico, Il ragazzo del coro, Storia naturale, La gioia di vivere.
Tra le sue opere monumentali, vi sono la decorazione dello Stadio del ghiaccio di Grenoble (1967), l'affresco per la nuova facoltà di medicina nell'Università di Lilla (1969), la decorazione per la metropolitana di Hannover (1975), la Muraille Antipode in place d'Italie a Parigi (1976).
Durante la sua carriera ha praticato l'attività di scultore, realizzando opere da lui definite "anti-scultura", con oggetti di uso industriale come parti di carrozzeria o moto dipinte con colori vivaci, espresse in forme bloccate, perentorie.
I caratteri fondamentali della sua produzione furono una sintesi di elementi tendenti all'astrattismo, una policromia intensa, una certa perentorietà di forme.
La grande esposizione dei suoi lavori a Bruxelles, nel 1936, confermò Dewasne come uno dei principali rappresentanti della pittura "astratto-concreta", i cui temi e principi furono descritti nella sua conferenza sull'Etica per l'arte astratta.
La sua prima retrospettiva ebbe luogo alla Kunsthalle di Berna nel 1966. Lo stesso anno, integrò la serigrafia nella sua arte. Nel 1968 rappresentò la Francia alla Biennale di Venezia.
Effettuò molte conferenze in Francia e all'estero, dove partecipò a mostre internazionali.
Insegnò all'Atelier d'Art Abstrait parigino sin dal secondo dopoguerra e dal 1991 divenne membro dell'Académie des beaux-arts de l'Institut de France.

## Pubblicazioni
- Vari scritti e trattati, Jean Dewasne, Ed.Minerve, 2007
- Les Forces plastiques, Biblioteca Oupeinpienne, Ed. Au Crayon qui tue, Parigi.
- « Je suis le point de fuite. » La bataille de San Romano vue par un des lapins, Biblioteca Oupeinpienne, Ed. Au Crayon qui tue, Parigi.